# La espada y la rosa

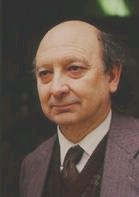
Antonio Martínez Menchén es el autor de La espada y la rosa.

La espada y la rosa es una novela juvenil del escritor español Antonio Martínez Menchen, nacido en Linares (Jaén) en 1930. Fue publicada en 1993 por la editorial Alfaguara y está ambientada en la época medieval.

## Argumento
La historia sucede en un antiguo monasterio abandonado, donde viven dos personas, un monje que se hace llamar "Hermano Martín", y "Moisés", un joven que ha vivido allí desde que el monje lo acogió después de encontrarlo a la deriva en un río. 
Llega el día en que, en medio de una tormenta aparece un peregrino, muy débil y febril, éste, resulta ser un antiguo luchador que peleó en tierra santa llamado Gilberto de Montsalve, esto, esto se puede intuir debido a algunos rasgos que posee,  como su altura, fuerza y mentalidad. Los primeros días, los pasa allí, hasta que se recupera. Tras pasar un tiempo con ellos, contando historias y compartiendo vivencias, les dice que ha de marchar a seguir su peregrinación, y les da las gracias por haberlos acogido.
Hay que destacar que Moisés, se encariña especialmente de él, y, en cierto punto, Gilberto detecta una mancha de nacimiento en Moisés, que según dice, pertenece a la familia Forner, en ese momento, Gilberto, le dice que lo acompañe en su peregrinación, por lo que emprenden el viaje dejando a hermano Martín en el Monasterio.
Entonces, cae la noche, y encuentran a un peregrino, Bruno, que les acoge en su hogar, éste, se muestra muy cerrado, cuando le preguntan dice que es porque tiene un secreto.
Tras haber cogido confianza y cenar una humilde sopa con verduras, les cuenta que Yvain de Forner, le ordenó a matar al que sería el sucesor del puesto, Robert de Forner, para así, proclamarse él barón de Forner. El campesino, decidió tener piedad con ése inocente niño, ya que tenía tres años, y mandarlo a un río lleno de cadáveres, resultado de una batalla realizada por el mismo Yvain, posteriormente alegará "Lo he mandado con los muertos".
Moisés ha tenido un sueño que se repetía, donde lo colgaban de una soga y ahogaban, pero un hombre lo salvaba y lo llevaba a un mundo noble.
Tras un tiempo, van al Conde de Tolouse a reclamar el puesto de Barón de Forner de Moisés. Tras una batalla a muerte entre Gilberto y Yvain, Moisés se proclama "Barón de Forner", y adopta una vida de noble.